# Would You Believe?
Would You Belive? är ett album av gruppen The Hollies utgivet i juni 1966 på skivbolaget Parlophone. I USA hette albumet Beat Group! och i Kanada I Can't Let Go. Albumet består mestadels av covers på soul- och rocklåtar. "I Can't Let Go" var hitlåten. "Stewball" var en hit i Sverige våren 1967, nästan ett år efter att den givits ut. Fyra originallåtar är skrivna av Allan Clarke, Tony Hicks och Graham Nash under pseudonymen "L. Ransford".

## Låtlista
Sida 1
1. "I Take What I Want" (David Porter, Mabon "Teenie" Hodges, Isaac Hayes) – 2:15
2. "Hard, Hard Year" (L. Ransford) – 2:13
3. "That's How Strong My Love Is" (Roosevelt Jamison) – 2:42
4. "Sweet Little Sixteen" (Chuck Berry) – 2:21
5. "Oriental Sadness" (L. Ransford) – 2:37
6. "I Am a Rock" (Paul Simon) – 2:48

Sida 2
1. "Take Your Time" (Buddy Holly, Norman Petty) – 2:18
2. "Don't You Even Care" (Clint Ballard Jr.) – 2:27
3. "Fifi The Flea" (L. Ransford) – 2:05
4. "Stewball" (Bob Yellin, Ralph Rinzler, John Herald) – 3:05
5. "I've Got A Way Of My Own" (L. Ransford) – 2:12
6. "I Can't Let Go" (Chip Taylor, Al Gorgoni) – 2:26

## LåtlistaBeat Group!(USA-version)
Sida 1
1. "I Can't Let Go" (Chip Taylor, Al Gorgoni) – 2:26
2. "That's How Strong My Love Is" (Roosevelt Jamison) – 2:42
3. "Running Through the Night" (L. Ransford) – 1:49
4. "Oriental Sadness (She'll Never Trust in Anybody No More)" (L. Ransford) – 2:37
5. "A Taste of Honey" (Bobby Scott, Ric Marlow) – 2:07
6. "Mr. Moonlight" (Roy Lee Johnson) – 2:05

Sida 2
1. "Don't You Even Care" (Clint Ballard, jr.) – 2:27
2. "Hard, Hard Year" (L. Ransford) – 2:13
3. "Take Your Time" (Buddy Holly, Norman Petty) – 2:18
4. "Fifi the Flea" (L. Ransford) – 2:05
5. "I Take What I Want" (David Porter, Mabon "Teenie" Hodges, Isaac Hayes) – 2:15

## Medverkande
- Allan Clarke – sång, munspel
- Bobby Elliott – trummor
- Eric Haydock – basgitarr
- Tony Hicks – sologitarr, sång
- Graham Nash – rytmgitarr, sång